# Holstenhallen
Die Holstenhallen sind ein Messe- und Veranstaltungszentrum in Neumünster in Schleswig-Holstein. Sie sind das größte Messezentrum des Bundeslands Schleswig-Holstein und einer der bekanntesten Veranstaltungsorte Norddeutschlands.

## Betrieb und Infrastruktur
Die Holstenhallen werden zusammen mit der Stadthalle Neumünster von der Firma Holstenhallen Neumünster GmbH verwaltet. Der gesamte Komplex besteht aus mehreren miteinander verbundenen Hallen.

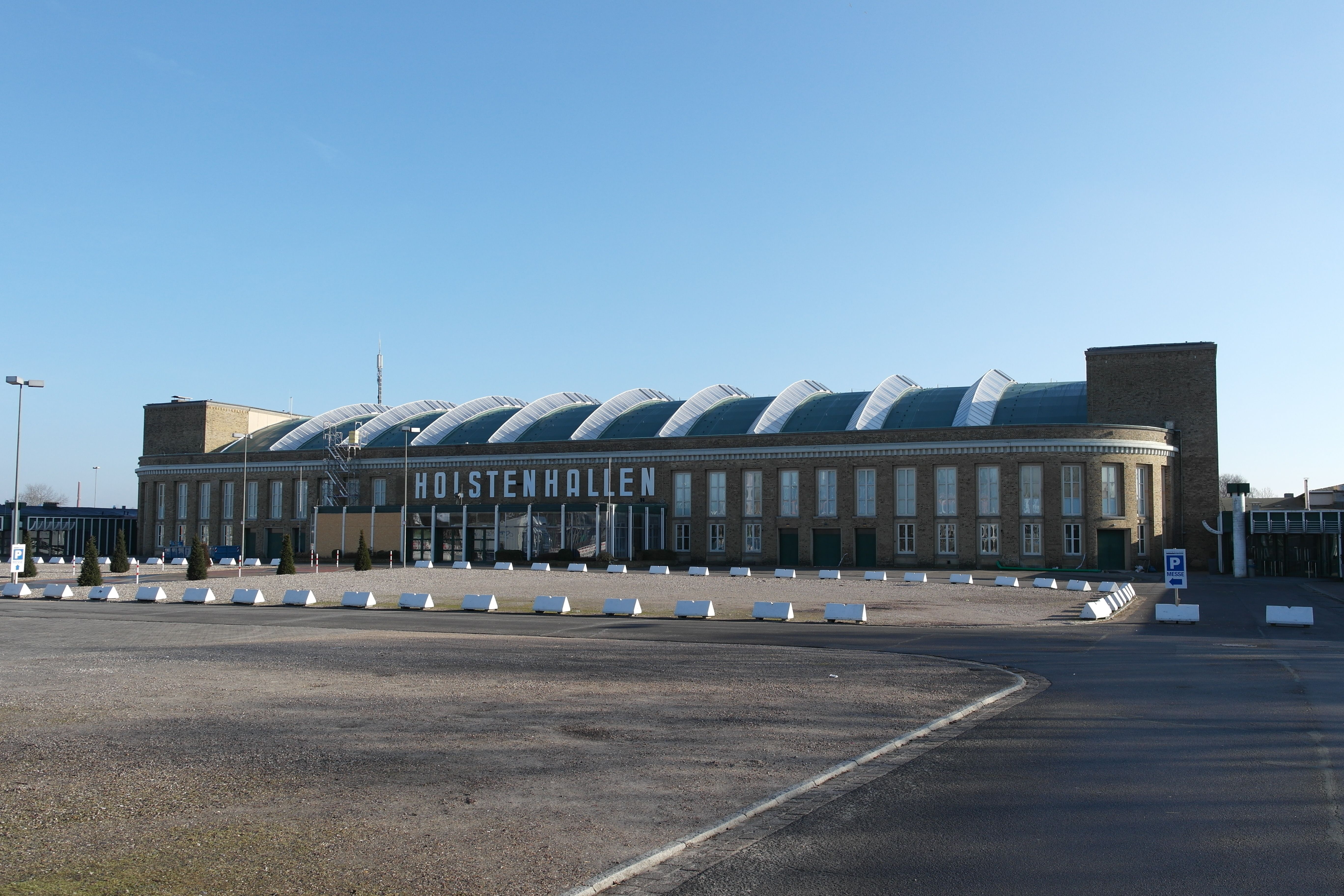
Halle 1 der Holstenhallen

- Halle 1: Das im Volksmund heute noch als die Holstenhalle bezeichnete Gebäude bildete den Grundstein des Messegeländes. Die Halle bietet auf einer Grundfläche von 3800 m²  ein Fassungsvermögen für ca. 5.000 Personen.
- Halle 2: 850 m² Grundfläche, ca. 900 Personen Fassungsvermögen.
- Hallen 3 und 4: je 1200 m² Grundfläche.
- Halle 5: 3550 m² Grundfläche, ca. 5000 Personen Fassungsvermögen.
- Halle 6: Tier-Auktionshalle mit angegliederten Stallungen, ca. 800 Personen Fassungsvermögen.
- Forum: Das im Jahr 2015 fertiggestellte Forum hat eine Grundfläche von 1.550 m² und verbindet die Hallen 1 und 2 mit den Hallen 3, 4 und 5.
- Foyer Nord: Der „alte“ Haupteingang zur Halle 1 hat eine Grundfläche von 600 m².
- Foyer West: Diese Foyer befindet sich ebenfalls direkt an der Halle 1 und hat eine Grundfläche von 215 m².
- Foyer Ost: Der Haupteingang zu den Hallen 3, 4 und 5 hat eine Grundfläche von 450 m².
- Foyer Süd: Der Haupteingang zum Restaurant und zur Halle 2 hat eine Veranstaltungsfläche von 100 m².
- Restaurant: Das Restaurant hat eine Veranstaltungsfläche von 760 m².
- Holstenhallen Congress Center (HCC): 536 m² in Raum 1; 212 m² in Raum 2; 174 m² in Raum 3

Das den Holstenhallen angeschlossene gleichnamige Restaurant ist für das Catering der verschiedene Veranstaltungen zuständig. Es kann zugleich aber auch separat für Veranstaltungen genutzt werden.

## Geschichte
Die Holstenhalle (heutige Halle 1) wurde 1939 als Viehauktionshalle konzipiert und gebaut, im Laufe des Zweiten Weltkrieges jedoch zur Flugzeugmontage genutzt. Nach Ende des Krieges wurden die Holstenhallen modernisiert und erweitert. Heute ist die Halle 1 in der Liste der Kulturdenkmale in Neumünster eingetragen.
2022 wurde das Holstenhallen Congress Center (HCC) eröffnet.

## Veranstaltungen
In den Holstenhallen finden viele unterschiedliche Veranstaltungen statt. Neben den klassischen Messe-Veranstaltungen und Viehschauen gibt es klassische Konzerte (z. B. im Rahmen des Schleswig-Holstein Musik Festivals) und Popkonzerte sowie Sportveranstaltungen. Hinzu kommen weitere auf den Pferdesport („Pferdestadt Neumünster“) bezogene Turniere, Messen und Auktionen und auch eine Vielzahl an Sport- (lokale Fußballturniere oder wie im Jahr 2005 die Deutsche Meisterschaft der Jugendlichen im Judo) sowie diverse Tanzveranstaltungen (Ball des Sports, Abi-Partys ortsansässiger Schulen).
Weitere regelmäßige Veranstaltungen sind unter anderen:
- Ball des Sport und Ball der Pferdefreunde (im Januar)
- CSI Neumünster (im Februar)
- Modellbau Nord (im März)
- Nordpferd (im April, seit 1997)
- Outdoor – Jagd & Natur (im April)
- Internationale Rassehundeausstellung (im Mai oder Juni)
- Gaming- und Cosplay Convention – Gamevention (im Juni oder Juli)
- NordBau (im September)
- Chefs Culinar Messe (Mai)
- Trakehner Pferdetage (im Oktober)
- Holsteiner Pferdetage (im November)
- NorthCon LAN-Party (im Dezember, seit 2002)
- RS-Reifen-Cup, Fußballturnier ausgerichtet vom PSV Neumünster auf Kunstrasen (seit den 80er Jahren immer am 2. Weihnachtstag)